# Henrie Adams
Henrie Adams (12 de junio de 1959 - 26 de noviembre de 2022) fue un destacado director de origen neerlandés. Su papel como pionero en la música sinfónica de viento lo llevó a ser considerado una figura influyente en este ámbito.
A lo largo de su carrera musical, colaboró con diversas bandas sinfónicas europeas de renombre, estableciéndose como una figura relevante en la escena internacional. También trabajó con compositores destacados en el ámbito de la música de viento, como Johan de Meij y Thomas Trachsel, estrenando, grabando y promoviendo composiciones que luego se convirtieron en parte fundamental del repertorio de música sinfónica de viento.
Una parte importante de la carrera de Adams estuvo marcada por su relación artística de larga duración con la banda sinfónica "La Artística" de Buñol, en Valencia, España. Durante más de 30 años de colaboración fructífera, Adams y la banda lograron acumular una serie impresionante de premios y reconocimientos a nivel global, incluyendo el máximo galardón en la categoría principal del WMC (2001, Kerkrade). Además, ocupó el puesto de director principal de la Orquesta Sinfónica de Castellón de 2008 a 2022, y trabajó como director invitado de la "Banda Municipal de Barcelona".
La contribución de Adams a la cultura internacional de las bandas sinfónicas se evidencia también a través de su extensa discografía, que incluye más de 40 grabaciones en formato de CD que han dejado una huella perdurable en la escena musical internacional.

## Biografía
Nacido en Thorn, una pequeña ciudad en el sur de los Países Bajos, Adams creció en una comunidad donde la tradición de las bandas sinfónicas tenía un fuerte arraigo. Desde temprana edad, desarrolló un interés por el oboe, un instrumento que marcaría los primeros años de su carrera artística.
Durante su formación musical en el Conservatorio de Maastricht, Adams combinó sus estudios de oboe con un creciente interés por la dirección de orquesta. Bajo la tutela de respetados mentores como Antón Kersjes, Lucas Vis y Pierre Kuijpers, Adams perfeccionó sus habilidades y profundizó su comprensión de la música. Continuó ampliando su conocimiento bajo la guía de destacadas figuras como Pierre Devaux y el reconocido director español Enrique García Asensio.
La carrera de Adams como director comenzó en 1985 cuando asumió el rol de director principal de la Orquesta de Cámara "Sinfonietta" de Geleen. Además, dirigió con destreza la Banda Sinfónica La Unión de Heythuysen y la Eendracht de Meyel. También fue invitado a colaborar con prestigiosas agrupaciones internacionales, entre ellas la Real Banda Sinfónica de La Haya, la Banda Sinfónica de Les Guides en Bruselas, la Internationale Blazerwoche St. Moritz en Suiza, la Banda Juvenil de la Comunidad de Castilla y León, la Banda y Orquesta Sinfónica del Conservatorio de Santiago de Compostela, la Portland Festival Orchestra en los Estados Unidos, las Bandas Sinfónicas Municipales de Madrid, La Coruña y Alicante y las Orquestas Sinfónicas de Limburgo, Extremadura y Bilbao.
En 1989, Adams aceptó el cargo de director de la Orquesta y Banda Sinfónica de La Artística de Buñol, en España. Durante tres décadas, este rol se convirtió en el centro de su carrera, resultando en una colaboración fructífera que cosechó numerosos premios, menciones honoríficas y una extensa discografía. Destacó especialmente al obtener el premio más alto en la categoría principal del WMC en 2001.
Adams también desempeñó un papel fundamental en la formación de nuevas agrupaciones y en la educación de jóvenes músicos. Como Director Principal de la Joven Orquesta de la Comunidad Valenciana desde 1992 hasta 1999, contribuyó significativamente a su creación y al desarrollo de jóvenes talentos. También impartió numerosos cursos de dirección de orquesta y banda sinfónica en lugares como Madrid, Lalin, Tenerife, Milán, Madeira y Rotterdam.
Desde 2008 hasta su fallecimiento en 2022, Adams ocupó el cargo de Director Principal de la Orquesta Sinfónica de Castellón. Además, asumió la dirección de la Banda Sinfónica Santa Cecilia de Chelva desde 2013.
En 2014, recibió el Premio Amstel Music Award por su trabajo innovador en el campo de la música de banda, lo que resultó en numerosos estrenos mundiales, emisiones de radio y grabaciones de gran valor para la escena de las bandas, tanto en España como en el resto del mundo.
En 2017, fue nombrado Director Invitado de la Banda Municipal de Barcelona, donde desempeñó un papel destacado como codirector. También fue invitado regularmente como miembro de jurados en concursos y audiciones de renombre. 
Adams falleció en noviembre de 2022 después de una larga enfermedad, dejando un legado duradero en ámbito de la música sinfónica de viento.

## Premios y Reconocimientos
- Primer Premio y Mención de Honor “Campeón de los Países Bajos” (1986,1988)

- Primer premio en la Sección Especial “A” del Certamen Internacional de Valencia (1990,1993, 1995, 2012)

- Primer premio y Premio Extraordinario “Ramón Mari Pino” en Certamen Nacional de Requena (1993)

- Primer premio y Mención de Honor en el Certamen Internacional de Música Vila d’Altea. Batuta de Oro de dicho certamen. (2000, 2009,2018)[12]

- Primer premio y Mención de Honor en el Certamen Mundial W.M.C. Kerkrade (1993)

- Primer premio y Mención de Honor, Bandera de Campeona del Mundo, en el Certamen Mundial W.M.C. Kerkrade (2001)[2]

- Premio Amstel Music Award (2014)[13]

- Certamen de Orquestas Bankia. S.M. La Artística de Buñol 1.er Premio Mención de Honor. Premio al mejor director. (2018)[14]

- Certamen Villa de Catarroja. S.M. Santa Cecilia de Chelva. 1.er Premio y mención de honor. (2018)

- Disco de Oro otorgado por la compañía discográfica WWM por haber vendido más de 40.000 CD de música de Banda

- Premio Euterpe a las mejores grabaciones de Música Valenciana para “La Passió de Crist” y “La Vall de la Murta”

## Discografía
Para World Wind Music WWM con la Banda Sinfónica de "La Artística" de Buñol: 
- Pax et Bonum

- The Queen Symphony

- Planet Eath

- Famous Musicals

- Música de tot un segle

- La Vall de la Murta

- Plaza Mayor

- La Passiò de Crist

- La Artistica Live

- Pasodobles

- Pasodobles Valencianos

- Mozart Conciertos para Trompa

- Spanish Winds I

- Spanish Winds II

- Portrait of Miguel AsinsArbo

- Famous Overtures

- The Ring for Band

- Autumn Leaves

- Salute from Spain

- Portrait of Amando Blanquer

- Symphonies nr. 1 and 2 Johan de Meij

- Symphonies nr. 2,3,and 4 Alfred Reed

- Zarzuelas

Internacional:
- Aulos Blasorchester 2010

- Los Inmortales

- A night at the Opera

- Translations

- Symphony no. 10 Dmitri Shostakovich

Para Beriato Music:
- In the PictureWouterLenaerts

- States of Mind

- Tales and Legends

Catálogo de CDs (discografía completa)

## Otras Grabaciones
- Requiem de Mozart con la Orquesta Sinfónica de Castellón

- Sinfonía 7 de Beethoven con la Orquesta Sinfónica de Castellón

- Harry Janos Suite de Zoltan Kodaly con la Orquesta Sinfónica de Castellón

- Sinfonía 5 de Schubert con la Orquesta Sinfónica de Castellón

- Suite Arrullo con la Orquesta de Saxofones de Mallorca

- Traveler de Maslanka con la Banda Sinfónica de La Artística de Buñol

- Los Planetas de Gustav Holst con la Banda Sinfónica de La Artística de Buñol

- El Simposio de Robert Groslot con la Banda Sinfónica de La Artística de Buñol

- Una sinfonía Alpina de Strauss con la Banda Sinfónica de La Artística de Buñol

## Controversia en torno a su cese como director de La Artística
Tras casi treinta años de intensa colaboración musical con la sociedad musical "La Artística" de Buñol, repletos de éxitos y reconocimientos tanto a nivel nacional como internacional, un cambio en la junta directiva de la entidad marcó el fin de la labor de Henrie Adams como director artístico de "Los Feos" en abril de 2019. Sin embargo, la forma en que se desarrollaron los acontecimientos que llevaron a la conclusión de su contrato laboral generó una gran controversia debido a los métodos utilizados por la junta directiva.
Cuando los miembros de la junta tomaron la decisión de poner fin a la relación laboral con Henrie Adams, eran conscientes de que esto conllevaría costos significativos para la sociedad. En lugar de afrontar estos costos de manera directa, optaron por adoptar prácticas de acoso laboral con el objetivo de presionar al director para que renunciara voluntariamente, evitando así la responsabilidad de pagar las compensaciones correspondientes por sus años de servicio. Estas prácticas incluyeron imponer ensayos no planificados y de asistencia obligatoria bajo la amenaza de despido, en momentos en que el director ya había comprometido su tiempo para otros compromisos laborales (para los cuales había solicitado permiso previamente). Además, se emitieron amonestaciones severas por razones menores, como errores insignificantes durante un desfile, que podrían ser utilizadas como justificación para el despido.
El punto culminante de esta situación ocurrió en abril de 2019, cuando Henrie Adams recibió un burofax notificándole su despido como director de la sociedad musical "La Artística" de Buñol, bajo el pretexto de motivos económicos. Este despido tuvo lugar apenas unas semanas antes de celebrar su trigésimo aniversario al frente de la banda. Sin embargo, en un giro sorprendente, en contraposición a lo afirmado públicamente por la entidad y como lo compartió el director con medios de comunicación holandeses, la junta directiva no había previamente buscado entablar negociaciones sobre su contrato mediante los procedimientos apropiados, incluyendo la presencia de su abogado. Además, la entidad no le había expresado personalmente reconocimiento ni gratitud alguna por su dedicación y su larga trayectoria artística. Este conjunto de circunstancias condujo a Henrie Adams a tomar medidas legales para proteger sus derechos laborales, culminando en un acuerdo entre ambas partes en los tribunales. No obstante, es importante señalar que este proceso ocurrió sin informar adecuadamente a la mayoría de los socios de la sociedad y sin llevar a cabo una votación colectiva al respecto, lo que suscitó descontento entre muchos de los miembros.
Las consecuencias de estas controversias persistieron en la sociedad musical "La Artística" y en la comunidad de Buñol incluso después del fallecimiento de Henrie Adams en noviembre de 2022. Esto quedó en evidencia cuando, en julio de 2023, el municipio rechazó la propuesta de acoger un concierto solidario en honor a Henrie Adams, organizado por la asociación Valencia Prowinds en apoyo a la lucha contra el cáncer. Este rechazo se debió a presiones externas. No obstante, el homenaje finalmente se llevó a cabo con éxito el 30 de julio en el municipio de Macastre, presentando un concierto de notable excelencia musical que contó con la participación y asistencia de destacadas personalidades en el ámbito de las bandas de música, tanto a nivel nacional como internacional. El evento logró recaudar aproximadamente 5,000 € en fondos para la causa mencionada.